# برگ‌آردی (گیاه)
برگ آردی، برگ نقره‌ای (نام علمی: Eurotia ceratoides) نام یک گونه از سرده برگ آردی است.